# Az X Japan turnéinak és koncertjeinek listája

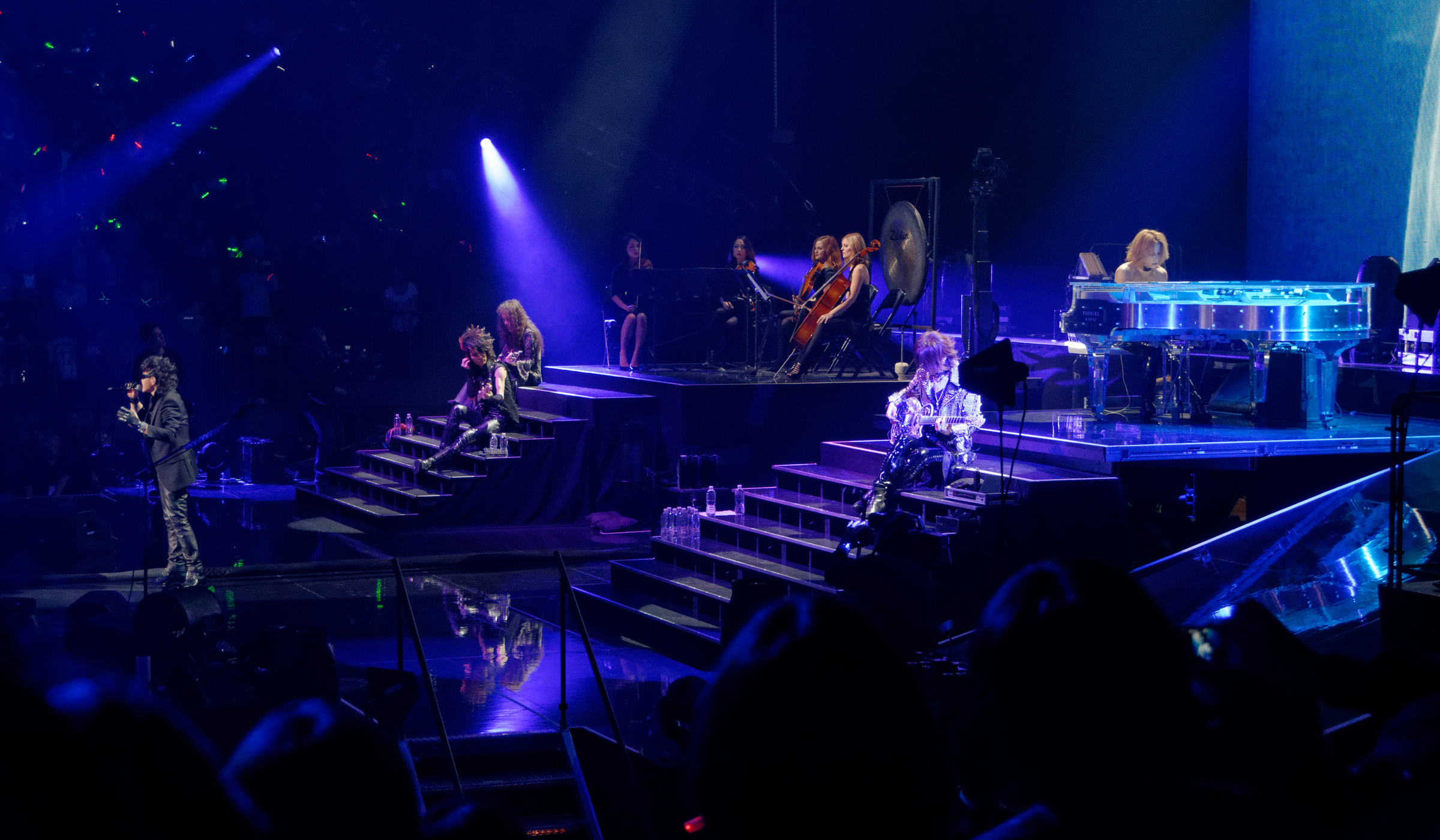
Az X Japan 2014-ben a Madison Square Gardenben

Az X Japan japán heavymetal-együttes 1987-től 2018 decemberével bezárólag csaknem 250 élő koncertet adott, nem számolva a kizárólag televíziós fellépéseket és az úgynevezett film gig (vetített) koncerteket.

## Koncertek listája
| Év        | Típus                            | Megnevezés | Állomások / Helyszín |
| --------- | -------------------------------- | --- | --- |
| 1987      | fesztivál                        | Bakuhacu szunzen felvétel (爆発寸前撮影) | 4. 10. Kagurazaka Explosion (神楽坂EXPLOSION), Tokió |
| 1987      | fesztivál                        | Skull Trash Zone | 2 koncert, 2 helyszín - 4. 14. Tosima kókaidó (豊島公会堂) - 5. 17. Nagoja Flex Hall |
| 1987      | verseny                          | Band Explosion '87 | 6. 7. Tatejama Sókókai-kan (山商工会館) |
| 1987      | koncert                          | Oneman Gig | 7. 25. Meguro Live Station (目黒LIVE STATION) |
| 1987      | koncert                          | Xclamation murjó haifu gig (Xclamation無料配布GIG) | 2 koncert, 2 helyszín - 8. 6. Oszaka Bourbon House - 8. 29. Meguro Rockmaykan (目黒鹿鳴館) |
| 1987      | fesztivál                        | Rock Monster August | 8. 30. Sports Valley Kiotó (スポーツバレー京都) |
| 1987      | turné                            | 1987 Winter Tour | 6 koncert, 5 helyszín - 11. 23., 24. Meguro Rockmaykan (目黒鹿鳴館) - 11. 29. Oszaka Bourbon House - 11. 30. Kóbe Chicken George - 12. 2. Kiotó Vivre Hall - 12. 3. Tojohasi kagojahóru ( 豊橋かごやホール) |
| 1987      | verseny                          | CBS/SONY meghallgatás '87 | 12. 26. |
| 1987      | fesztivál                        | Heavy Metal Days Extra | 12. 23. Szaitama kaikan nagyterem (埼玉会館大ホール) |
| 1987      | fesztivál                        | Daynamite Year End Party | 12. 29. Meguro Live Station (目黒LIVE STATION) |
| 1987      | fesztivál                        | All Night Metal party '87 to '88 | 12. 31. Meguro Rockmaykan (目黒鹿鳴館) |
| 1988      |                                  | | |
| fesztivál | Metal Indies 2                   | 1. 10. Nakano kókaidó (中野公会堂) | |
| turné     | Vanishing Tour '88 Spring        | 7 koncert, 7 helyszín - 3. 22. Tojohasi kagojahóru ( 豊橋かごやホール) - 3. 24. Hirosima Woody Street - 3. 26. Kóbe Fishdance Hall - 3. 26. Kiotó Big Bang - 3. 30. Ómija Freaks' - 4. 2. Maebasi Rattan - 4. 3. Sindzsuku SF Live Theater | |
| turné     | Vanishing Tour Special           | 2 koncert, 2 helyszín - 5. 5. Tokió Nakano kókaidó (東京中野公会堂) - 6. 10. Oszaka Midó kaikan (大阪御堂会館) | |
| turné     | Vanishing Tour Vol.2             | 23 koncert, 19 helyszín - 6. 2., 3. Meguro Rockmaykan (目黒鹿鳴館) - 6. 6., 7. Sibuja Egg Man - 6. 13., 14. Hirosima Woody Street - 6. 16. Kokura In & Out - 6. 17. Fukuoka Drum Be-1 (福岡徒楽夢Be-1) - 6. 19. Macujama Crazy Horse - 6. 29. Maebasi Rattan - 7. 1. Jokohama 7th Avenue - 7. 2. Ómija Freaks' - 7. 4. Nagoja Flex Hall - 7. 5. Tojohasi kagojahóru ( 豊橋かごやホール) - 7. 7. Numazu Macuno Hall (沼津松乃ホール) - 7. 16. Kanazava Vanvan V4 - 7. 17. Niigata Woody - 7. 19. Szendai Forus Morningmoon Studio - 7. 20. Aomori Free Space 1/3 - 7. 22., 23. Szapporo Messe Hall - 7. 25. Aszahikava Studio9 Macsiihóru (Studio9マチイホール) - 7. 26. Kitami jújake macuri (北見夕焼けまつり) | |
| fesztivál | Heavy Metal Days Vol.7           | 8. 27. Szaitama Kaikan | |
| koncert   | X at Sports Valley Kyoto         | 9. 4. Sports Valley Kiotó (スポーツバレー京都) | |
| koncert   | 1. Extasy Summit                 | 9. 30. Oszaka Bourbon House | |
| turné     | Burn Out Tour '88 Oct.           | 12 koncert, 9 helyszín - 10. 8. Ómija Freaks' - 10.9. Tojohasi kagojahóru ( 豊橋かごやホール) - 10. 11, 12. Oszaka Bourbon House - 10. 14. Fukuoka Drum Be-1 (福岡徒楽夢Be-1) - 10. 18. Nagoja HeartLand Studio - 10. 20. Szendai CAD Hall - 10. 22. Akita Forus Morningmoon Studio - 10. 23., 24., 25. Szapporo Messe Hall - 10. 30. Kavaszaki Club Citta | |
| fesztivál | Extasy Summit                    | 11. 6. Meguro Rockmaykan (目黒鹿鳴館) | |
| fesztivál | Street Fighting Men              | 11. 12. MZA Ariake | |
| fesztivál | All Night Metal Party '88 to '89 | 12. 31. Meguro Rockmaykan (目黒鹿鳴館) | |
| 1989      | turné                            | Blue Blood Tour | 14 koncert, 14 helyszín - 3. 13. Maebasi Gunma Civic Centre - 3. 16. Sibuja Kókaidó - 4. 22. Kavaszaki Club Citta' - 4. 25. Oszaka Orix Theater - 4. 26. Hirosima prefektúrai kultúrház - 4. 28. Kumamoto Júbin csokin kaikan (熊本郵便貯金会館) - 4. 29. Fukuoka Cukusi kaikan (都久志会館) - 5. 6. Szendai Izumity21 - 5. 8. Szapporo Dósin Hall (道新ホール) - 5. 10. Aomori városi kultúrház (青森市民文化ホール) - 6. 3. Nagano NBS Hall (長野NBSホール) - 6. 7. Kanazava oktatási központ (金沢教育会館) - 6. 10. Hibija szabadtéri koncertterem (日比谷野外音楽堂) - 6. 13. Niigata városi zene- és kulturális terem (新潟市音楽文化会館) |
| 1989      | koncert                          | The 4th Flower Festival X Comin Home. Kaette iku ze! Kiai o irete mattero jo! (X Comin Home.帰って行くぜ！気合いを入れて待ってろよ！) | 3. 25. Tatejama Family Park |
| 1989      | fesztivál                        | Club Wonderland | 3. 29. Sibaura Ink Stick Sibaura Factory |
| 1989      | fesztivál                        | 5. Sat Rock Wave '89 | 4. 30. Nagashima Spa Land |
| 1989      | fesztivál                        | Extasy Summit Vol. II | 5.2. Meguro Rockmaykan (目黒鹿鳴館) |
| 1989      | turné                            | Blue Blood Tour Special Big Gig | 2 koncert, 2 helyszín - 6. 5. Nagoja Aicsi kinro kaikan (愛知県勤労会館) - 6. 6. Oszaka Orix Theater |
| 1989      | fesztivál                        | Heavy Metal Days Vol. 8 | 7. 22. Szaitama Kaikan |
| 1989      | fesztivál                        | JR-EAST Pop Rockets '89 | 7. 30. Juzava központi park baseballpálya (湯沢町中央公園野球場) |
| 1989      | fesztivál                        | Kirin Sound Together Pop. Hill '89 | 8. 12. Isikava erdőpark (石川県森林公園) |
| 1989      | fesztivál                        | The Rock Kids '89 | 8. 19. Fuji-Q Highland |
| 1989      | fesztivál                        | Rock'n roll Olympic '89 | 8. 20. Sportsland SUGO |
| 1989      | Secret live                      | Secret Gig daimadzsin gonin gumi (SECRET GIG 大魔神五人組) | 8. 28. Oszaka a.m.HALL |
| 1989      | fesztivál                        | Extasy Summit in ClubHouse | 8. 29. Meguro Rockmaykan (目黒鹿鳴館) |
| 1989      | koncert                          | Rock Monster "X" Special | 9. 17. Sports Valley Kiotó (スポーツバレー京都) |
| 1989      | fesztivál                        | Extasy Summit Special: Dzsógai rantó-hen (Extasy Summit Special 〜場外乱闘篇〜) | 9. 28. Sibuja Kókaidó |
| 1989      | fesztivál                        | Enfent Terrible: Kovaru beki kodomotacsi (Enfent Terrible 〜怖るべき子供達〜) | 12. 3. Sinagava Terrada Warehouse F épület ( 品川寺田倉庫F号) |
| 1989 1990 | turné                            | Rose & Blood Tour | 35 koncert, 31 helyszín - 9. 29. Urava kulturális központ - 10. 1. Szendai Denrjoku Hall (仙台電力ホール) - 10. 2. Morioka oktatási központ (盛岡教育会館) - 10. 4. Jamagata prefektúrai központ (山形県県民会館) - 10. 5. Akita-ken dzsidó kaikan (秋田県児童会館) - 10. 10. Oszaka kószei-kin kaikan (大阪厚生金会館) - 10. 12. Kavaszaki ipari és kulturális központ (川崎産業文化会館) - 10. 14. Tocsigi kaikan nagyterem (栃木会館大ホール) - 10. 19. Okajama városi kultúrház (岡山市民文化ホール) - 10. 21. Kóbe kulturális központ (神戸文化大ホール) - 10. 26. Kumamoto júbin csokin hall (熊本郵便貯金ホール) - 10. 27. Nagaszaki békepark Béketerem - 10. 30. Fukuoka Momochi Palace (Yoshiki egészségi állapota miatt elhalasztva) - 10. 31. Hirosima júbin csokin kaikan hall (広島郵便貯金会館ホール) - 11. 2. Macumoto Ehime prefektúrai kulturális központ (愛媛県民文化会館サブホール) - 11. 5. Nagoja kókaidó (名古屋市公会堂) - 11. 7. Gunma Music Center (群馬音楽センター) - 11. 8. Mito-si minkaikan (水戸市民会館) (Yoshiki összeesett koncert közben, félbeszakítva) - 11. 11. Nagano prefektúrai kulturális központ (長野県民文化会館中ホール) - 11. 13. Tojama-ken minkaikan (富山県民会館) - 11. 14. Fukui-ken minkaikan (福井県民会館) - 11. 16. Sizuoka kulturális központ (静岡市民文化会館) - 11. 22. Sibuja Kókaidó - Yoshiki egészségi állapotának romlása miatt elhalasztva: - 11. 23. Sibuja Kókaidó - 11. 25. Aomori kulturális központ (青森市民文化会館) - 11. 27. Szapporo-si min kaikan (札幌市民会館) - 11. 29. Kórijama kulturális központ (郡山市民文化センター) - 12. 21. Nagoja-si kókaidó (名古屋市公会堂) - 12. 22. Isikava kószei-kin kaikan (石川厚生金会館) - 12. 24. Niigata ipari központ (新潟産業センター) - 12. 26., 27. Sibuja Kókaidó - 1990: - 2. 4. Nippon Budókan - 3. 6. Sibuja Kókaidó - 3. 9. Nagoja-si kókaidó (名古屋市公会堂) - 3. 15. Sizuoka prefektúrai kulturális központ (静岡県民文化会館) - 3. 19. Mitosi minkaikan (水戸市民会館) - 3. 23. Kórijama kulturális központ (郡山市民文化センター) - 3. 28. Niigata ipari is kulturális központ (新潟産業文化センター) - 4. 2. Fukui kulturális központ (福井市文化会館) - 4. 4. Isikava kószei-kin kaikan (石川厚生金会館) - 4. 9. Szapporo kulturális központ (札幌市民文化会館) - 4. 11. Aomori kulturális központ (青森市民文化会館) - 4. 17. Fukuoka Momochi Palace (福岡ももちパレス) - 4. 20. Fukuoka-si minkaikan (福岡市民会館) - 5. 7., 9. Nippon Budókan (áttéve 12. 26., 27. dátumokra) - 5. 17. Osaka-jo Hall |
| 1990      | fesztivál                        | 5. Sat Rock Wave '90 | 4. 29. Nagoja Sónai park, atlétikai pálya |
| 1990      | Film gig                         | 1990 X Film Gigs: Csi to bara ni mamirete (1990 X Film Gigs 〜血と薔薇にまみれて〜) | 2 előadás, 1 helyszín - 12. 8., 9. Tokyo Bay NK Hall |
| 1991      | Film gig turné                   | 1990 X Film Gigs: Csi to bara ni mamirete (1990 X Film Gigs 〜血と薔薇にまみれて〜) | 39 előadás, 37 helyszín - 2. 3. Aomori kulturális központ (青森市民文化会館) - 2. 3. Ivate oktatási központ (Morioka) (岩手教育会館) - 2. 4. Akita ipari központ (秋田産業会館) - 2. 7. Urava kulturális központ (浦和市文化センター) - 2. 10. Nagano-si minkaikan (長野市民会館) - 2. 11. Macumoto kulturális központ (松本社会文化会館) - 2. 12. Jamanasi prefektúrai kulturális központ (山梨県民会館) - 2. 15. Fukusima-si kókaidó (福島市公会堂) - 2. 16. Szendai Izumity21 - 2. 17. Tocsigi kaikain (栃木会館) - 2. 18. Mitosi minkaikan (水戸市民会館) - 2. 20. Mijazaki MRT micc - 2. 21. Kagosima kulturális központ (鹿児島市民文化会館) - 2. 22. Nagaszaki-si minkaikan (長崎市民会館) - 2. 23. Óita nógjó kaikan (大分農業会館) - 2. 25. Kumamoto Mielparque Hall ( メルパルクホール熊本) - 2. 26. Fukuoka Mielparque Hall ( メルパルクホール福岡) - 3. 1. Niigata prefektúrai kulturális központ (新潟県民会館) - 3. 2. Tojama-ken minkaikan (富山県民会館) - 3. 3. Isikava kószei-kin kaikan (石川厚生金会館) - 3. 5. Fukui kulturális központ (福井市文化会館) - 3. 7. Takamacu-si minkaikan (高松市民会館) - 3. 8. Macumoto Ehime prefektúrai kulturális központ (愛媛県民文化会館) - 3. 10. Kócsi RKC Hall (高知RKCホール) - 3. 11. Tokusima Művészeti Alapítvány a Kultúráért (徳島県郷土文化会館) - 3. 13. Kiotó kaikan (京都会館) - 3. 14. Kobe International House - 3. 15. Sizuoka kulturális központ (静岡市民文化会館) - 3. 18. Szapporo-si minkaikan (札幌市民会館) - 3. 19. Aszahikava-si kókaidó (旭川市公会堂) - 3. 20. Kitami gazdasági központ (北見経済センター) - 3. 22. Oszaka kószei-kin kaikan (大阪厚生金会館) - 3. 23. Nagoja-si kókaidó (名古屋市公会堂) - 3. 25. Tokujama kulturális központ (徳山市民文化会館) - 3. 26. Okajama kulturális központ (岡山市民文化会館) - 3. 28. Hirosima Mielparque Hall (広島メルパルクホール) - 4. 6. Kavaszaki Club Citta' (3回公演) |
| 1991      | fesztivál                        | JT Super Sound '91 Have a Joyful Time | 7. 31. Sendai Resort Park Onikóbe (鬼首高原 仙台リゾートパーク・オニコウベ) |
| 1991      | turné                            | Cup Noodle 20th Anniversary Hot Gigs Violence In Jealousy Tour 1991: Jume no naka ni dake ikite (Violence In Jealousy Tour 1991 〜夢の中にだけ生きて〜) | 16 koncert, 9 helyszín - 8. 6., 8. Niigata City Sangyo Shinko Center (新潟市産業振興センター) - 8. 15., 16. Fukuoka Kokusai Center (福岡国際センター) - 8. 23. Tokyo Dome - 9. 8., 9. Nippon Gaishi Hall - 9. 14., 15. Osaka-jo Hall - 9. 24. Hiroshima Sun Plaza - 9. 28. Szapporo Makomanai jégpálya (真駒内屋内競技場) - 10. 5. Morioka jégpálya (盛岡市アイスアリーナ) - 10. 24., 25. Yokohama Arena - 11. 12., 13. Yokohama Arena |
| 1991      | koncert                          | X Produce: Nani ga okoru ka vakaranai. X ga pavaszute o karikitta! (X Produce 〜何が起こるか分からない。Xがパワステを借り切った!) | 3 koncert, 1 helyszín - 10. 17., 18., 19. Sindzsuku Nissin Power Station (日清パワーステーション) |
| 1991      | fesztivál                        | Extasy Summit 1991 | 10. 29. Nippon Budókan |
| 1991      | Secret live                      | Secret Gig | 11. 17. Sibuja EGG-MAN |
| 1991      | koncert                          | X with Orchestra (X with オーケストラ) | 12. 8. NHK Hall |
| 1991      | Turnézáró koncert                | Kore de szaigo ka!? (これで最後か!?) Violence In Jealousy Tour 1991 Final Film Gig Special | 12. 20. Nippon Budókan |
| 1991      | fesztivál                        | All Night Metal party '91 to '92 | 12. 31. Meguro Rockmaykan (目黒鹿鳴館) |
| 1992      | koncert                          | Tokyo Dome 3 Days: Hamecunimukatte (東京ドーム3DAYS 〜破滅に向かって〜) | 3 koncert, 1 helyszín - 1. 5., 6., 7. Tokyo Dome |
| 1992      | fesztivál                        | Extasy Summit 1992 | 2 koncert, 2 helyszín - 10. 29. Osaka-jo Hall - 10. 31. Nippon Budókan |
| 1993      | Film gig turné                   | X Japan Film Gigs 1993: Visual Shock Kógeki szaikai (X Japan Film Gigs 1993 〜VISUAL SHOCK 攻撃再開〜) | 47 előadás, 45 helyszín - 7. 1. Csófu-si Green Hall (調布市グリーンホール) - 7. 2. Csiba prefektúrai kulturális központ (千葉県文化会館) - 7. 5. Jamanasi prefektúrai kultúrház (山梨県立県民文化ホール) - 7. 6. Nagano Hokto Cultural Hall (長野県県民文化会館) - 7. 7. Nagano Macumoto kulturális központ (長野県松本文化会館) - 7. 9. Takamacu-si minkaikan (高松市民会館) - 7. 10. Macumoto Ehime prefektúrai kulturális központ (愛媛県県民文化会館) - 7. 12. Kagosima Tanijama Southern Hall (谷山サザンホール) - 7. 13. Fukuoka Denki Hall (福岡電気ホール) - 7. 14. Nagaszaki békepark Béketerem - 7. 16. Kumamoto prefektúrai színház (熊本県立劇場) - 7. 17. Óita-ken nógjó kaikan (大分県農業会館) - 7. 19. Hirosima Aster Plaza (広島アステールプラザ) - 7. 21. Vakajama-si minkaikan (和歌山市民会館) - 7. 23. Jamagata prefektúrai központ (山形県県民会館) - 7. 24., 25. Niigata Phase (新潟フェイズ) - 7. 27. Szaitama Kaikan (埼玉会館) - 7. 28. Tojohasi kinró fukusi kaikan (豊橋勤労福祉会館) - 7. 29. Nagoja-si minkaikan (名古屋市民会館) - 7. 30. Fukui-ken minkaikan (福井県民会館) - 8. 2. Kanazava városi kultúrház (金沢市文化ホール) - 8. 3. Tojama oktatási központ (富山県教育会館) - 8. 5. Icsikava városi kulturális központ (市川市文化会館) - 8. 6. Tocsigi prefektúrai integrált kulturális központ (栃木県総合文化センター) - 8. 7. Jokohama Kanagava prefektúrai kulturális központ (神奈川県民ホール) - 8. 8. Acugi kulturális központ (厚木市文化会館) - 8. 10. Sizuoka kulturális központ (静岡市民文化会館) - 8. 11. Hamamacu-si minkaikan (浜松市民会館) - 8. 12. Kiotó kaikan (京都会館) - 8. 13. Nara prefektúrai kulturális központ (奈良県文化会館) - 8. 14. Okazaki városi kultúrház (岡崎市文化ホール) - 8. 16. Sibuja Kókaidó - 8. 20. Aomori városi kultúrház (青森市民文化ホール) - 8. 21. Morioka Színház (盛岡劇場) - 8. 22. Akita-ken dzsidó kaikan (秋田県児童会館) - 8. 23. Hiroszaki kulturális központ (弘前文化センター) - 8. 25. Szapporo-si minkaikan (札幌市民会館) - 8. 27. Kórijama kulturális központ (郡山市民文化センター) - 8. 28. Szendai Izumity21 - 8. 30. Jokoszuka kulturális központ (横須賀市文化会館) - 8. 31. Mito-si minkaikan (水戸市民会館) - 9. 3. Gunma Music Center (群馬音楽センター) - 9. 6. Kobe International House - 9. 7., 8. Oszaka Sankei Hall (大阪サンケイホール) - 9. 10. Jokkaicsi kulturális központ (四日市市文化会館) |
| 1993      | Film gig turné                   | Lawson Special X Japan Film Gigs: Kógeki szaikai (X Japan Film Gigs 〜VISUAL SHOCK 攻撃再開〜) | 7 előadás, 7 helyszín - 9. 24. Fukuoka Sunpalace (福岡サンパレス) - 9. 28. Sendai Sun Plaza (仙台サンプラザ) - 10. 1. Nippon Gaishi Hall - 10. 4. Hirosima Aster Plaza (広島アステールプラザ) - 10. 12. Osaka-jo Hall - 10. 14. Nippon Budókan - 10. 19. Szapporo-si minkaikan (札幌市民会館) |
| 1993      | koncert                          | Singata ekkuszu dai 1-dan Nihon csokugeki kauntodaun X Japan Returns (新型エックス第1弾 日本直撃カウントダウン X JAPAN RETURNS) | 2 koncert, 1 helyszín - 12. 30., 31. Tokyo Dome |
| 1994      | fesztivál                        | The Great Music Experience | 2 koncert, 3 előadás, 1 helyszín - 5. 21., 22. Nara, Tódaidzsi |
| 1994      | koncert                          | Sega Saturn Presents: X Japan Tokyo Dome 2 Days | 2 koncert, 1 helyszín - 12. 30., 31. Tokyo Dome |
| 1995      | koncert                          | X Japan Presents Kobe Returns | 12. 24. Osaka-jo Hall |
| 1995 1996 | turné                            | Dahlia Tour 1995-1996 | 11 koncert, 7 helyszín - 11. 29. Jamagata városi sportcsarnok (山形市総合スポーツセンター) - 12. 3., 4. Szapporo Tsukisamu Dome - 12. 20, 21. Szendai városi sportcsarnok (仙台市民体育館) - 12. 30., 31. Tokyo Dome - '1996: - 1. 14. Fukuoka Dome - 1. 31. Hirosima prefektúrai sportközpont (広島県立総合体育館) - 2. 7., 8. Niigata City Sangyo Shinko Center (新潟市産業振興センター) - 2. 23., 24. Osaka-jo Hall - 3. 13. Nippon Gaishi Hall (Yoshikit nyaksérvvel kórházba vitték, a turné további része elmaradt.) - 3. 14. Nagoja Rainbow Hall (名古屋レインボーホール) - 3. 23. Fukuoka Dome - 3. 27., 28., 30. Yokohama Arena |
| 1996      | Turnézáró koncert                | Dahlia Tour Final 1996 Tokyo Dome 2 Days | 2 koncert, 1 helyszín - 12. 30., 31. Tokyo Dome |
| 1997      | utolsó koncert                   | The Last Live: Szaigo no joru (THE LAST LIVE〜最後の夜〜) | 12. 31. Tokyo Dome |
| 2002      | Film gig                         | X Japan Film Gig: X Japan no kiszeki (X JAPAN FILM GIG 〜X JAPANの軌跡〜) | 12 előadás, 11 helyszín - 1. 13. Ómija Sonic City (大宮ソニックシティ) - 1. 14. Hirosima Aster Plaza (広島アステールプラザ) - 1. 15. Fukuoka-si minkaikan (福岡市民会館) - 1. 16. Oszaka kószei-kin kaikan (大阪厚生金会館) - 1. 18. Szapporo-si minkaikan (札幌市民会館) - 1. 20. Szendai Izumity21 - 1. 22. Niigata Terrsa (新潟テルサ) - 1. 24. Nagoja-si minkaikan (名古屋市民会館) - 1. 26., 27. Tokyo International Forum - 2. 3. Cafe Le PSYENCE - 2. 23. Szöul '88 Gymnasium |
| 2002      | Film gig                         | X Japan Film Gig: X Japan no kiszeki version 2 (X JAPAN FILM GIG 〜X JAPANの軌跡〜 version 2) | 2 előadás, 1 helyszín - 4. 20., 21. Tokyo Bay NK Hall |
| 2003      | Film gig                         | X Japan Film Gig '03 featuring Art of Life | 9. 21. Nippon Budókan |
| 2008      | koncert                          | X Japan kógeki szaikai 2008 I. V.: Hamecunimukatte (X JAPAN 攻撃再開 2008 I.V. 〜破滅に向かって〜) | 3 koncert, 1 helyszín - 3. 28., 29., 30. Tokyo Dome |
| 2008      | fesztivál                        | hide memorial summit | 5. 4. Tokió Stadion |
| 2008      | koncert                          | X Japan Countdown Gig: Ubu ni kaette (X Japan Countdown Gig 〜初心に帰って〜) | 12. 31. Akaszaka Blitz |
| 2009      | koncert                          | X Japan World Tour Live in Hong Kong | 2 koncert, 1 helyszín - 1. 16., 17. Asia World Expo |
| 2009      | koncert                          | X Japan World Tour Live in Tokyo: Kógeki zokkó-csú (X Japan World Tour Live in Tokyo 〜攻撃続行中〜) | 2 koncert, 1 helyszín - 5. 2., 3. Tokyo Dome |
| 2009      | koncert                          | X Japan World Tour Live in Taipei: Hontóni jaru joru (X Japan World Tour Live in Taipei 「本当にやる夜」) | 5. 30. Pancsiao Stadion (板橋體育場) |
| 2009      | Film gig                         | X Japan Film Gig: Szuzuka no joru (X Japan Film Gig 〜鈴鹿の夜〜) | 8. 22. Suzuka Circuit |
| 2010      | koncert                          | The Yoshiki Foundation America Kickoff Party | 6. 1. Los Angeles Club Nokia |
| 2010      | fesztivál                        | Lollapalooza 2010 | 8. 8. Chicago Grant Park |
| 2010      | koncert                          | X Japan World Tour Live in Yokohama csó kjókó toppa sicsitenhakki: Szekai ni mukatte (X Japan World Tour Live in Yokohama 超強行突破 七転八起 〜世界に向かって〜) | 2 koncert, 1 helyszín - 8.14., 15. International Stadium Yokohama |
| 2010      | turné                            | X Japan World Tour Live 2010 North American Tour | 7 koncert, 7 helyszín - 9. 25. Los Angeles Pellissier Building and Wiltern Theater - 9. 28. San Francisco Fox Theatre - 10. 1. Seattle Paramount Theatre - 10. 3. Vancouver Queen Elizabeth Theatre - 10. 6. Chicago Riviera Theatre - 10. 7. Toronto Massey Hall - 10. 10. New York Roseland Ballroom |
| 2011      | fesztivál                        | Asia Girls Explosion | 3. 6. Jojogi nemzeti sportcsarnok (国立代々木競技場) |
| 2011      | turné                            | X Japan World Tour Live 2011 European Tour | 4 koncert, 4 helyszín - 6. 28. London Shepherd's Bush Empire - 7. 1. Párizs Le Zenith - 7. 2. Utrecht Tivoli - 7. 4. Berlin Columbiahalle |
| 2011      | fesztivál                        | Summer Sonic 2011 | 2 koncert, 2 helyszín - 8. 13. Oszaka - 8. 14. Chiba Marine Stadium |
| 2011      | fesztivál                        | a-nation 10th Anniversary | 8. 27. Tokió Stadion |
| 2011      | turné                            | X Japan World Tour Live 2011 South American Tour | 5 koncert, 5 helyszín - 9. 9. Santiago de Chile Teatro Caupolicán - 9. 11. São Paulo HSBC Brasil - 9. 14. Buenos Aires Teatro Colegiales - 9. 16. Lima Scencia Hall - 9. 18. Mexikóváros Circo Volador |
| 2011      | turné                            | X Japan World Tour Live 2011 Southeast Asian Tour | 5 koncert, 5 helyszín - 10. 28. Szöul Olympic Gymnastics Arena - 10. 30. Sanghaj Shanghai Indoor Stadium - 11. 4. Asia World-Expo - 11. 6. Tajpej Taipei World Trade Center Nangang Exhibition Hall - 11. 8. Bangkok Impact Arena |
| 2014      | Secret live                      | Guerilla Live | 8. 17. Sindzsuku pályaudvar előtti tér |
| 2014      | koncert                          | X Japan World Tour 2014 at Yokohama Arena | 2 koncert, 1 helyszín - 9.30. Yokohama Arena - 10.1. Yokohama Arena |
| 2014      | koncert                          | X Japan Live at Madison Square Garden | 10. 11. New York Madison Square Garden |
| 2015      | fesztivál                        | Lunatic Fest. | 6. 27. Csiba Makuhari Messe |
| 2015      | fesztivál                        | TV Asahi Dream Festival 2015 | 11. 23. Jojogi nemzeti sportcsarnok |
| 2015      | turné                            | X Japan World Tour 2015-2016 in Japan | 10 koncert, 6 helyszín - 11. 28. Isinomaki Blue Resistance - 12. 1. Yokohama Arena - 12. 2. Yokohama Arena - 12. 3.Yokohama Arena - 12. 4. Yokohama Arena - 12. 7. Osaka-jo Hall - 12. 9. Fukuoka Convention Center - 12. 11. Hirosima prefektúrai sportközpont (広島県立総合体育館) - 12. 14. Nagoja Nippon Gaishi Hall - 12. 15. Nagoja Nippon Gaishi Hall |
| 2016      | fesztivál                        | Visual Japan Summit 2016 | 3 koncert, 1 helyszín - 10. 14., 15., 16. Makuhari Messe |
| 2017      | koncert                          | X Japan Live 2017 at the Wembley Arena in London | 3. 4. London Wembley Arena |
| 2017      | turné                            | We Are X Acoustic Special Miracle: Kiszeki no joru (～奇跡の夜～; Hepburn: Kiseki no Yoru) 6 Days | 6 koncert, 2 állomás - 7. 11. Osaka-jo Hall - 7. 12. Osaka-jo Hall - 7. 14. Yokohama Arena - 7. 15. Yokohama Arena - 7. 16. Yokohama Arena - 7. 17. Yokohama Arena |
| 2018      | koncert                          | X JAPAN LIVE 2018 Pre-American Music Festival Appearance PREMIUM GIGS – YOSHIKI: A Night Of Resurrection (X JAPAN LIVE 2018 アメリカフェス出演直前 PREMIUM GIGS ～YOSHIKI 復活の夜～) | 4. 10., 11. Tokió Zepp Divercity |
| 2018      | fesztivál                        | Coachella Fesztivál | 4. 14., 21. Kalifornia |
| 2018      | fesztivál                        | TV Asahi Dream Festival | 9. 15. Csiba Makuhari Messe |
| 2018      | koncert                          | 3 Deep Red Nights | 9. 28., 29., 30. Csiba Makuhari Messe |

- film gig: nem valódi koncert, hanem koncertvideó vetítése

## Fordítás
- Ez a szócikk részben vagy egészben  a   X Japan című japán Wikipédia-szócikk fordításán alapul.  Az eredeti cikk szerkesztőit annak laptörténete sorolja fel. Ez a jelzés csupán a megfogalmazás eredetét és a szerzői jogokat jelzi, nem szolgál a cikkben szereplő információk forrásmegjelöléseként.